# Batras Olegowitsch Gurzijew
Batras Olegowitsch Gurzijew (russisch Батраз Олегович Гурциев; * 12. Dezember 1998 in Wladikawkas) ist ein russischer Fußballspieler.

## Karriere
Gurzijew begann seine Karriere beim FK Krasnodar. Im August 2016 verließ er Krasnodar. Nach einem halben Jahr ohne Klub schloss er sich im Januar 2017 dem Drittligisten Spartak Wladikawkas an. Für Spartak kam er bis zum Ende der Spielzeit 2016/17 zu 13 Einsätzen in der Perwenstwo PFL, in der er fünf Tore erzielte. In der Saison 2017/18 absolvierte er 27 Partien und machte fünf Tore. Zur Saison 2018/19 schloss er sich dem Ligakonkurrenten Tschaika Pestschanokopskoje an. Bei Tschaika konnte er sich aber nicht durchsetzen und kam nur neunmal zum Einsatz, mit Pestschanokopskoje stieg er zu Saisonende in die Perwenstwo FNL auf.
Nach dem Aufstieg wechselte Gurzijew zur Saison 2019/20 allerdings leihweise zum Drittligisten Alanija Wladikawkas. Bis zum COVID-bedingten Saisonabbruch absolvierte er 13 Drittligapartien für Alanija, in denen er achtmal traf. Nach dem Abbruch stieg er mit Wladikawkas ebenfalls in die FNL auf, woraufhin ihn das Team fest verpflichtete. Nach dem Aufstieg debütierte er im August 2020 gegen den FK SKA-Chabarowsk in der zweiten Liga. In seiner ersten Zweitligasaison absolvierte er 40 Partien, in denen er 13 Tore erzielte. In der Saison 2021/22 machte er elf Tore in 36 Einsätzen.
Zur Saison 2022/23 wechselte Gurzijew zum Erstligisten FK Orenburg. Anschließend gab er im Juli 2022 gegen Ural Jekaterinburg sein Debüt in der Premjer-Liga. Bis zur Winterpause kam er achtmal im Oberhaus zum Einsatz. Bereits im Januar 2023 kehrte er aber leihweise wieder nach Wladikawkas zurück.